# هولدورف
هولدورف (به آلمانی: Holdorf) یک شهر در آلمان است که در وچتا واقع شده‌است. هولدورف ۶٬۵۰۵ نفر جمعیت دارد.